# Ocupação estrangeira
Ocupação é uma situação em que se encontra um Estado invadido e submetido a dominação militar estrangeira.
No domínio do direito internacional da Paz e da Guerra, o termo ocupação traduz o ato da potência ocupante de estacionar as suas tropas no território da potência ocupada (a ocupação do Iraque pelo exército americano, por exemplo), quer com intenção beligerante contra a potência ocupada, quer com intenção de atacar potência terceira (a ocupação da Base das Lajes nos Açores pelos americanos).
Na História, ocupações foram formas de um poder externo estacionar suas tropas fora de seu estado, prevenindo assim de um estado voltar a ser daquela maneira (como a ocupação, seguido da desnazificação da Alemanha) ou mesmo de apaziguar uma possível guerra (como a ocupação da Coreia, que garantiu os países ocuparem seus respectivos lugares).
O direito internacional prevê um certo número de regras que se aplicam quando um exército desenvolve atividades fora do território do seu Estado em razão de hostilidades.
Segundo o artigo 42 da convenção de Haia de 1907, um território é considerado ocupado desde que se encontre de fato sob a autoridade de exército inimigo.